# تلمبه مالکی پاتم فاریاب
تلمبه مالکی پاتم فاریاب یک منطقهٔ مسکونی در ایران است که در دهستان گلاشکرد واقع شده‌است. تلمبه مالکی پاتم فاریاب ۳۶ نفر جمعیت دارد.